# Pantaleón Gutiérrez
José Pantaleón Gutiérrez y Díaz de Quijano (Santafe, 19 de febrero de 1756- ibidem, 8 de diciembre de 1827) fue un prócer, político y hacendado neogranadino.
Prócer de la Independencia de Colombia, Alcalde de primer voto de Santafé entre 1796-1797 y rico hacendado apodado El Patriarca de Bogotá y de la sabana.

## Biografía
Fue hijo del español Francisco Antonio Gutiérrez de Cacho y de Mariana Díaz de Quijano Herrera. Estudió derecho en la Colegial de San Bartolomé a partir de 1770. Además, fue soldado de la compañía de caballeros corazas de Santa Fé en 1781, llegó a ser capitán de Caballería.
Tenía gran influencia dentro de la estructura de poder de la aristocracia santafereña, grandes personalidades de la época buscaban enlazarse con su familia por la redes de parentesco que aseguraban el poder político en el virreinato, su matrimonio con María Francisca Moreno, hija de Francisco Antonio Moreno y Escandón, destacado jurista y fiscal del virreinato. Esta unión consolidó aún más su posición dentro de la aristocracia criolla, facilitando su integración en los círculos de decisión administrativa y burocrática de la época.
Durante este periodo virreinal, las reformas borbónicas intentaron debilitar el dominio de las élites locales en favor de una administración más centralizada por parte de la Corona española con el fin de evitar revoluciones. Sin embargo, personajes como Pantaleón Gutiérrez jugaron un papel clave en la resistencia criolla contra estas transformaciones, preservando el control de los privilegios tradicionales de las familias influyentes que terminaron en la Independencia de la hoy Colombia.
Su legado se inscribe en el contexto de la lucha entre modernización y tradición en la Nueva Granada, donde las élites locales lograron frenar en gran medida las reformas ilustradas promovidas por la monarquía española.
Su influencia era tal en la ciudad de Santafé, virreintato de la Nueva Granada que para finales del siglo XVIII solo había 5 carruajes pertenecientes a las familias más pudientes del virreinato; estos coches pertenecian uno al virrey Caballero y Góngora, el de los marqueses de San Jorge, el de la familia Vergara y el de Don Pantaleón que era muy rico ya que heredó varias haciendas en la sabana de Bogotá, donde luego compraría más estableciendo su fortuna, era dueño de las haciendas llamadas Frute, Techo de los Jorges, Estancia de la Serrezuela, La Herrera y los potreros de Sanguino y fosca, propiedades que le valieron el título de ”El Patriarca de la Sabana.” 
La Real Audiencia de Santafé sirvió como intermediaria para ofrecerle un título de Castilla al igual que a otros notables santafereños, Pantaleón alegó pobreza y que no podía  “cumplir con las condiciones que exige el Soberano en la concesión de semejantes gracias”. Aclaró que los títulos los “admitiría desde luego”, si tuviera medios, en otras palabras declino el honor. Posteriormente fue aprisionado y desterrado de la Nueva Granada por sus compromisos independentistas.
En 1816 Pablo Morillo confisca las haciendas de diferentes caudillos y, estos, acusados de sedición y traición al rey son capturados y ordenados a ser ejecutados en el patíbulo. Entre las haciendas confiscadas por Morillo se encontraba la del Marqués de San Jorge, así como unas de Don Pantaleón Gutiérrez. Las haciendas  fueron luego segmentadas y rematadas por orden de El Pacificador. Años después en 1816, ya en libertad, Su hijo, el mártir José Gregorio Gutiérrez fue capturado y asesinado en Santafe durante la reconquista de la Nueva Granada a órdenes de Pablo Morillo, las crónicas mencionan que Pantaleón estuvo presente y se despidió de su hijo antes de ser pasado por la espada.
Fue de nuevo dueño de la Hacienda La Estancia dónde permaneció bastante tiempo.También fue dueño de la hacienda de "La Herrera" , situada a espaldas de la serrezuela de Madrid , famosa por su laguna y sus puentes, hacienda donde murió. 